# Bobsleigh aux Jeux olympiques de 2018
Navigation
Sotchi 2014 Pékin 2022
Les épreuves de bobsleigh aux Jeux olympiques d'hiver de 2018 se déroulent au centre de glisse d'Alpensia, en Corée du Sud, du 18 au 25 février 2018. Il s'agit de la vingt-deuxième apparition du bobsleigh aux Jeux olympiques d'hiver.

## Préparation de l'évènement

### Désignation du pays hôte
Le 22 juin 2010, le Comité international olympique sélectionne trois villes candidates, qui sont les trois villes ayant demandé à organiser les Jeux olympiques. Il s'agit d'Annecy, Munich et Pyeongchang.
Gunilla Lindberg, représentante du CIO, visite Annecy, puis Munich, puis Pyeongchang en février et mars 2011. Les trois villes sont considérées comme parfaitement qualifiées pour accueillir les Jeux, le rapport du CIO de mai 2018 estimant avoir reçu « trois candidatures d'un niveau extrêmement haut ».
Le 6 juillet 2011, lors de la 123e session du CIO à Durban, les membres du Comité élisent Pyeongchang dès le premier tour du scrutin, avec 63 voix sur 95 votants.

## Calendrier
| Heure | Horaire local de l'épreuve (UTC +9) Heure de Paris (UTC +1) |

| Épreuves ou évènements               | Épreuves ou évènements               | Journées de compétition | Journées de compétition | Journées de compétition | Journées de compétition | Journées de compétition | Journées de compétition | Journées de compétition | Journées de compétition | Journées de compétition | Journées de compétition | Journées de compétition | Journées de compétition | Journées de compétition | Journées de compétition | Journées de compétition | Journées de compétition | Journées de compétition | Journées de compétition |
| Épreuves ou évènements               | Épreuves ou évènements               | J                       | V                       | S                       | D                       | L                       | M                       | M                       | J                       | V                       | S                       | D                       | L                       | M                       | M                       | J                       | V                       | S                       | D                       |
| Épreuves ou évènements               | Épreuves ou évènements               | 8                       | 9                       | 10                      | 11                      | 12                      | 13                      | 14                      | 15                      | 16                      | 17                      | 18                      | 19                      | 20                      | 21                      | 22                      | 23                      | 24                      | 25                      |
| Épreuves ou évènements               | Épreuves ou évènements               | Février 2018            |                         |                         |                         |                         |                         |                         |                         |                         |                         |                         |                         |                         |                         |                         |                         |                         |                         |
| Cérémonies d'ouverture et de clôture | Cérémonies d'ouverture et de clôture |                         | •                       |                         |                         |                         |                         |                         |                         |                         |                         |                         |                         |                         |                         |                         |                         |                         | •                       |
|                                      |                                      |                         |                         |                         |                         |                         |                         |                         |                         |                         |                         |                         |                         |                         |                         |                         |                         |                         |                         |
| Hommes                               |                                      |                         |                         |                         |                         |                         |                         |                         |                         |                         |                         |                         |                         |                         |                         |                         |                         |                         |                         |
| Bob à deux                           |                                      |                         |                         |                         |                         |                         |                         |                         |                         |                         | 20:05 12:05             | 20:15 12:15             |                         |                         |                         |                         |                         |                         |                         |
| Bob à quatre                         |                                      |                         |                         |                         |                         |                         |                         |                         |                         |                         |                         |                         |                         |                         |                         |                         | 09:30 01:30             | 09:30 01:30             |                         |
|                                      |                                      |                         |                         |                         |                         |                         |                         |                         |                         |                         |                         |                         |                         |                         |                         |                         |                         |                         |                         |
| Femmes                               | Bob à deux                           |                         |                         |                         |                         |                         |                         |                         |                         |                         |                         |                         |                         | 20:50 12:50             | 20:40 12:40             |                         |                         |                         |                         |
|                                      |                                      |                         |                         |                         |                         |                         |                         |                         |                         |                         |                         |                         |                         |                         |                         |                         |                         |                         |                         |

## Résultats
| Épreuves                                | Or                                                                         | Or            | Argent                                                             | Argent        | Bronze                                   | Bronze        |
| --------------------------------------- | -------------------------------------------------------------------------- | ------------- | ------------------------------------------------------------------ | ------------- | ---------------------------------------- | ------------- |
| Bob à deux hommes résultats détaillés   | Canada Justin Kripps Alexander Kopacz                                      | 3 min 16 s 86 | -                                                                  | -             | Lettonie Oskars Melbārdis Jānis Strenga  | 3 min 16 s 91 |
| Bob à deux hommes résultats détaillés   | Allemagne Francesco Friedrich Thorsten Margis                              | 3 min 16 s 86 | -                                                                  | -             | Lettonie Oskars Melbārdis Jānis Strenga  | 3 min 16 s 91 |
| Bob à quatre hommes résultats détaillés | Allemagne Francesco Friedrich Thorsten Margis Candy Bauer Martin Grothkopp | 3 min 15 s 85 | Corée du Sud Won Yun-jong Jun Jung-lin Seo Young-woo Kim Dong-hyun | 3 min 16 s 38 | -                                        | -             |
| Bob à quatre hommes résultats détaillés | Allemagne Francesco Friedrich Thorsten Margis Candy Bauer Martin Grothkopp | 3 min 15 s 85 | Allemagne Nico Walther Kevin Kuske Alexander Rödiger Eric Franke   | 3 min 16 s 38 | -                                        | -             |
| Bob à deux femmes résultats détaillés   | Allemagne Mariama Jamanka Lisa Buckwitz                                    | 3 min 22 s 45 | États-Unis Elana Meyers Taylor Lauren Gibbs                        | 3 min 22 s 52 | Canada Kaillie Humphries Phylicia George | 3 min 22 s 89 |

## Tableau des médailles
| Rang | Pays         | Médaille d'or, Jeux olympiques | Médaille d'argent, Jeux olympiques | Médaille de bronze, Jeux olympiques | Total |
| 1    | Allemagne    | 3                              | 1                                  | 0                                   | 4     |
| 2    | Canada       | 1                              | 0                                  | 1                                   | 2     |
| 3    | Corée du Sud | 0                              | 1                                  | 0                                   | 1     |
| 3    | États-Unis   | 0                              | 1                                  | 0                                   | 1     |
| 5    | Lettonie     | 0                              | 0                                  | 1                                   | 1     |